# チクラーナ・デ・ラ・フロンテーラ
チクラーナ・デ・ラ・フロンテーラ（Chiclana de la Frontera）は、スペイン・アンダルシア州カディス県のムニシピオ（基礎自治体）。
北東部にはヘリ湖などからなる内陸流域湿地群のチクラーナ内流域複合体があり、2009年にラムサール条約登録地となった。

## 歴史
チクラーナの歴史は旧石器時代にさかのぼると、一部の歴史家は主張する。チクラーナの沖合いにあるサンクティ・ペトリ島は、フェニキア人が建てたガデイラのヘラクレイオン神殿があった場所でないかとされている。市内からは、フェニキア人定住地があったことを示す出土品が発掘されている。1930年、この小島を訪れた作曲家マヌエル・デ・ファリャは、インスピレーションを受けて『アトランティーダ』を作曲している。
町が最初に歴史上に現れるのはカスティーリャ王フェルナンド4世時代の1303年、チクラーナの村落内にあった島をアロンソ・ペレス・デ・グスマン（メディナ＝シドニア公家の先祖）へ授けた記録上である。
18世紀には、カディス湾内の都市がそうであったように、対アメリカ大陸貿易、対アフリカ大陸貿易で潤った。この時代の富を象徴するのは、当時の貴族や郷紳の建てた邸宅郡である。
スペイン独立戦争中の1811年3月5日、チクラーナの戦いが起き、スペイン＝イギリス連合軍がフランス軍を退けた。19世紀、町はワイン貿易で成長し人口が拡大、1876年にはアルフォンソ12世によって都市の地位を与えられた。

## 人口
| チクラーナ・デ・ラ・フロンテーラの人口推移 1900－2011   |
|                                                         |
| 出典:INE（スペイン国立統計局）1900年 - 1991年、1996年 - |

## 姉妹都市
- チクラーナ・デ・セグーラ、スペイン
- ウベダ、スペイン
- エル・アスティジェーロ（スペイン語版）、スペイン
- ベジエ、フランス